# Steve Barron

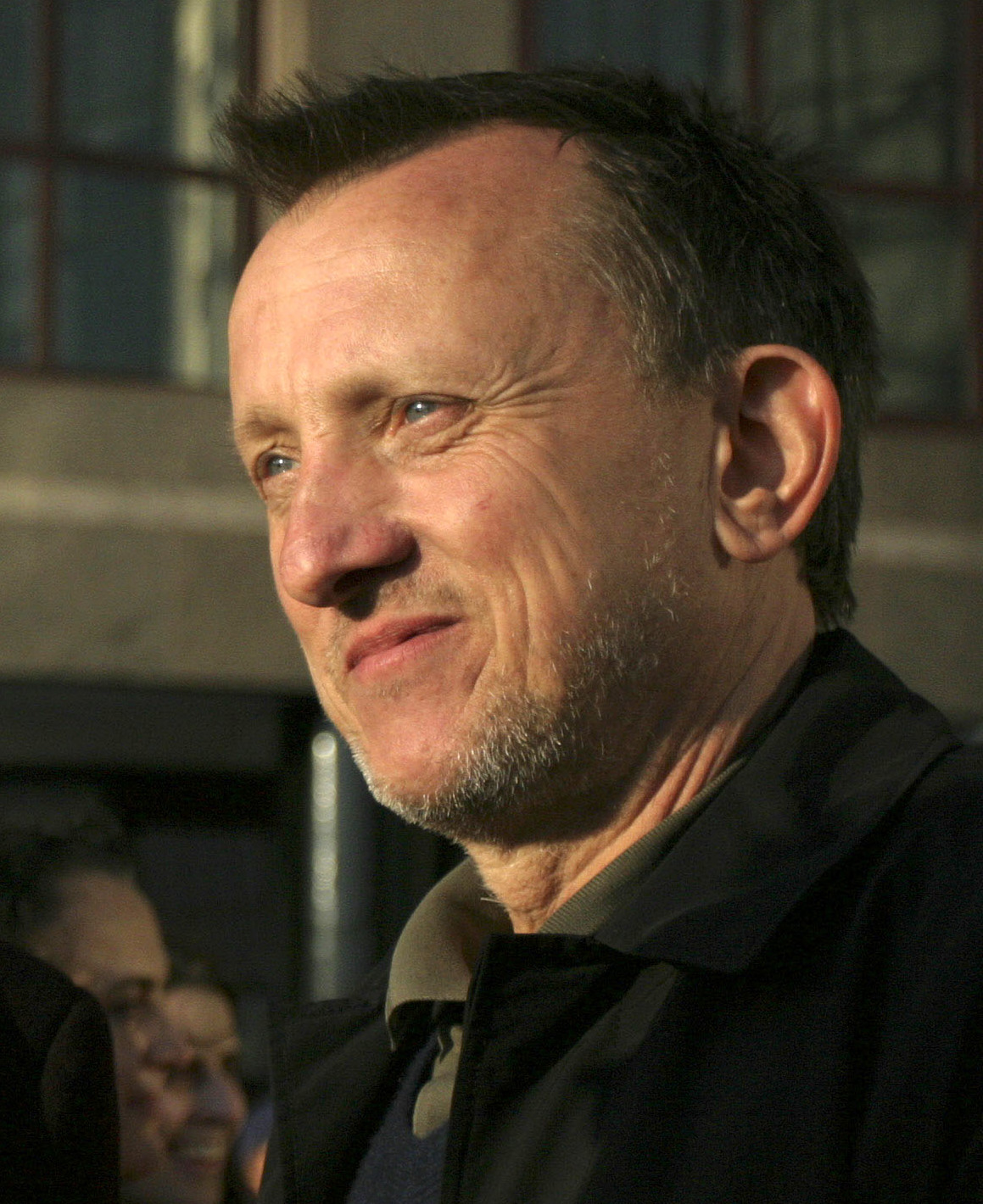

Steve Barron (Dublin, 4 de maio de 1956) é um director e produtor de cinema irlandês, mais conhecido por ter dirigido os filmes Coneheads (1993), Teenage Mutant Ninja Turtles (1990), o vídeo musical Take on Me do A-ha e o vídeo musical de Money for Nothing, do Dire Straits.
Foi o diretor da música Billie Jean, de Michael Jackson, de 1983.